# Séquence terminale longue répétée
Pour les articles homonymes, voir LTR.

La séquence terminale longue répétée.

Une séquence terminale longue répétée (en anglais long terminal repeat sequence ou LTR) est une séquence nucléotidique caractéristique des extrémités des rétrovirus et des rétrotransposons. Elle est produite par transcription inverse de l'ARN du virus ou du rétrotransposon et se retrouve dupliquée aux deux extrémités de l'ADN ainsi synthétisé. Elle participe à l'intégration de ces éléments viraux ou mobiles dans le génome de l'hôte. Après intégration dans l'ADN, le génome proviral se retrouve ainsi encadré par deux LTR, en 5' et en 3'. Le LTR 5' contient le promoteur qui assure la transcription de l'ARN rétrovirus.
Les LTR font partie des séquences répétées dispersées que l'on trouve dans les génomes de la plupart des eucaryotes.

## Les LTR des éléments Ty

### Nom et taille
Le génome de la levure Saccharomyces cerevisiae contient cinq familles de rétrotransposons : Ty1 à Ty5. Les LTR de ces 5 éléments sont différents en taille et en séquence et sont désignés par des lettres grecques. 
| Ty  | Nom et taille des LTR |
| --- | --------------------- |
| Ty1 | δ334pb                |
| Ty2 | δ332pb                |
| Ty3 | σ340pb                |
| Ty4 | τ371pb                |
| Ty5 | ω251pb                |

### Composition
Ils sont tous subdivisés en trois régions, désignées par rapport à leur position sur l’ARNm : U3 (pour unique en 3’ de l’ARN), R (pour répétée aux deux extrémités de l’ARN) et U5 (pour unique en 5’ de l’ARN). 
Des études menées sur l’effet de délétions de fragments ou des substitutions de bases de la séquence du solo-LTR his4-912δ ont montré que ce sont les LTR qui possèdent tous les signaux nécessaires au démarrage et à la terminaison de la transcription par l’ARN polymérase II (Fulton et al. 1988; Hirschman et al. 1988; Dudley et al. 1999). Les séquences promotrices (boîte TATA) ne sont actives qu’au niveau du LTR en 5’, car elles nécessitent la présence de régions régulatrices de la transcription, localisées en aval dans le début de la phase codante TYA (Fulton et al. 1988). En revanche, les sites de polyadénylation ne sont actifs qu’au niveau du LTR en 3’, car ils nécessitent la présence de régions régulatrices présentes uniquement dans la partie 3’ de l’ARNm Ty (Hou et al. 1994). La région R des LTR se retrouve aux deux extrémités du transcrit et est indispensable pour la transcription inverse de cet ARNm en ADNc.